# Mesothuriidae
Famille
Les Mesothuriidae sont une famille de concombres de mer de l'ordre des Holothuriida.

## Caractéristiques
Ce sont des holothuries de silhouette classique, pourvues d'une vingtaine de tentacules buccaux (entre 13 et 22). La face ventrale (trivium) est couverte de podia, soit de manière homogène (Mesothuria) soit seulement selon les trois radius (Zygothuria) ; la surface dorsale se contente de petites papilles. Les gonades forment une unique touffe de tubules, à gauche du mésentère médiodorsal. L'anneau calcaire est bien développé, et les ossicules sont en forme de tables aux disques largement perforés, avec trois ou quatre piliers.

## Liste des genres
Selon World Register of Marine Species (17 avril 2021) :
- genre Mesothuria Ludwig, 1894 -- 26 espèces
- genre Zygothuria Perrier R., 1898 -- 6 espèces

## Publication originale
- (ru + en) A. V. Smirnov, « System of the class Holothuroidea », Paleontological Journal, Nauka et Springer Science+Business Media, vol. 46, no 8,‎ 24 novembre 2012, p. 793-832 (ISSN 0031-0301 et 1555-6174, OCLC 1639478, DOI 10.1134/S0031030112080126, lire en ligne).